# Le Temps (quotidien ivoirien)
Pour les articles homonymes, voir Le Temps et Temps (homonymie).
Le Temps est un quotidien ivoirien édité par le groupe de presse Cyclone.

## Histoire
Il a été plusieurs fois temporairement suspendu et condamné en justice, à la suite de la parution de propos à caractère violent ou diffamatoire. 

## Description
Ce média, à l'instar de « la presse bleue » (couleur politique du FPI), ne reconnaît pas l'existence du gouvernement ivoirien actuel depuis la fin de la crise ivoirienne de 2010-2011. En outre, le quotidien relaie le discours politique des cadres du Front populaire, et accuse régulièrement Alassane Ouattara de se comporter en dictateur.